# Vara (direito)
Uma vara, no âmbito do direito, constitui o ofício ou a jurisdição de um ou mais juízes, podendo corresponder a um tribunal ou a um dos órgãos em que ele se desdobra. 
O termo tem origem na vara que historicamente era usada como insígnia dos magistrados.
Dependendo do país e do respetivo sistema judiciário, o termo "vara" pode designar genericamente qualquer órgão a cargo de juízes (como no caso do sistema brasileiro) ou pode designar apenas um determinado órgão judicial com características especiais (como no caso do anterior sistema português). Outros órgãos análogos à vara podem ter designações diferentes, tais como "juízo", "julgado" ou "juizado".

## História e origem
A vara constituiu, durante séculos, a insígnia tradicional dos juízes e de outros magistrados portugueses, não só no território europeu de Portugal, mas também em todo nos seus territórios ultramarinos.
As Ordenações Manuelinas (que vigoraram entre 1513 e 1603) e as Ordenações Filipinas (que substituíram as anteriores e que vigoraram em Portugal até 1867 e no Brasil até 1916) referiam expressamente ao uso da vara pelos juízes. Segundo o que estava ali estipulado, quando andassem pelas respetivas jurisdições, os juízes ordinários (juízes leigos, eleitos localmente) deveriam obrigatoriamente usar uma vara de cor vermelha e os juízes de fora (juízes letrados de carreira, nomeados pela Coroa) deveriam usar uma vara de cor branca. As ordenações estabeleciam ainda os juízes estariam sujeitos ao pagamento de uma pena de 500 reais, sempre que fossem achados sem vara. O alvará de 30 de junho de 1652 e o decreto de 14 de março de 1665, vêm combater os abusos do uso de varas delgadas e flexíveis por alguns juízes, mandando expressamente que as varas deveriam ser grossas e feitas de pau, devendo os juízes levá-las arvoradas quando andassem a cavalo.
A classe de um juiz ficou intimamente ligada à cor da vara que lhe estava atribuída, sendo por exemplo comum o uso do termo "juiz de vara branca" como referência à classe dos juízes de fora. Para além dos juízes ordinários e de fora, o uso de vara foi implicitamente ou expressamente concedido a outras classes de magistrados judiciais, fossem eles de eleição popular, de nomeação régia ou de nomeação senhorial, a qual seria de cor vermelha ou branca, conforme fosse um magistrado leigo ou letrado. A vara também foi concedida como insígnia a alguns oficiais de justiça, nomeadamente aos quadrilheiros (chefes de polícia urbana), que usavam vara verde com as armas reais.
No Brasil, após a independência e o estabelecimento do Império, a vara foi mantida implicitamente como insígnia dos juízes de direito municipais (que substituíram os antigos juízes de fora e ordinários). O decreto nº 1326 de 10 de fevereiro de 1854 (designando o vestuário dos juízes de direito municipais, dos órfãos e promotores públicos), ainda que não refira expressamente o uso da vara, também não revoga o uso que era exigido pelas Ordenações Filipinas ainda em vigor.
Também em Portugal e mesmo após o estabelecimento da monarquia constitucional, a vara foi manteve-se como insígnia de juiz. Assim, o decreto nº 24, de 16 de maio de 1832 (decreto sobre a reforma das justiças), indica expressamente que os juízes de direito usariam a vara como até então (entenda-se branca, como a antes usada pelos juízes de fora). Contudo, os restantes juízes (ordinários e pedâneos) passariam agora a usar uma vara azul e branca (cores nacionais portuguesas da época) e portanto já não de cor vermelha como antes.
Pelo seu uso como insígnia judicial, a vara ficou tão fortemente associada à justiça que, por metonímia, passou a ser usada coloquialmente como referência a esta. Dizia-se por exemplo "ser corrido à vara" como equivalente a "ser perseguido pela justiça". O termo "vara" também passou a ser coloquialmente usado como referência quer à jurisdição quer ao ofício de magistrado ou de certos oficiais de justiça. Com este último significado, foi consagrado oficialmente - em Portugal, no Brasil e, mais tarde, em outros países do mundo de língua portuguesa - como designação de certos tribunais de primeira instância ou de subdivisões dos mesmos, cada qual correspondendo, em regra, à jurisdição de um juiz.

## Atualidade

### Brasil
No Brasil, não são as varas, mas são os juízes os órgãos do Poder Judiciário. Dessa forma, as varas representam a área de atuação definida de cada juiz.
A organização judiciária fixa a competência de cada vara. Enquanto nas comarcas menores, é comum haver uma única vara, que reúne variados tipos de ação, em comarcas maiores há divisão das varas conforme a sua atribuição: varas de infância e juventude, varas da Fazenda Pública, varas cíveis, varas de família, varas criminais, Juizado Especial Criminal, juízes de direito auxiliares, Juizado Especial Cível.

### Portugal
No sistema judiciário de Portugal e até 2014, uma vara constituía um tipo de tribunal de primeira instância ou um dos seus desdobramentos. A organização judiciária hoje em vigor já não contempla órgãos denominados "varas", sendo que estas correspondiam aproximadamente ao que atualmente se denominam "juízos centrais".
No século XVII, aparecem já referidos como "varas", os ofícios e jurisdições de diversos magistrados. Nomeadamente, na organização judicial de Lisboa, a correição cível da cidade estava desdobrada em quatro varas, cada qual a cargo de um julgador, sendo que dois deles tinham a categoria de corregedores. A partir de 1746, todas as quatro varas cíveis de Lisboa passam a estar a cargo de corregedores.
No âmbito do estabelecimento definitivo da monarquia constitucional em Portugal e na sequência da necessidade de separar o poder judicial do administrativo, são decretadas profundas alterações no sistema judiciário do país. Segundo a organização decretada em 1832, o território seria judicialmente dividido em comarcas, cada qual correspondendo a um juízo de 1ª instância a cargo de um juiz de direito, sendo subdivididas em julgados a cargo de juízes ordinários e estes em freguesias, cada qual com um juiz pedâneo e um juiz de paz, não estando no previstas quaisquer jurisdições denominadas "varas". A cidade de Lisboa e seu termo continuou a manter uma organização judicial especial, ficando em 1833 subdividida em seis bairros ou distritos cada qual equiparado a uma comarca e correspondendo a um juízo. A cidade e termo do Porto ficou igualmente subdividida em três bairros ou distritos.
As varas reaparecem na nova divisão judicial do país estabelecida em 1840. No âmbito desta divisão judicial, a maioria das comarcas continua a corresponder a um único juízo de 1ª instância, mas as de Lisboa e Porto continuam a manter uma organização especial mais complexa. Cada uma destas duas comarcas estava assim desdobrada em diversos juízos especializados em matérias criminais, orfanológicas e cíveis, respetivamente denominados "distritos criminais", "bairros orfanológicos" e "varas cíveis". A comarca de Lisboa incluía seis varas cíveis, além seis bairros orfanológicos e três distritos criminais, e a comarca do Porto incluía três varas cíveis, além de três bairros orfanológicos e um único distrito criminal.
Durante dezenas de anos, as varas continuaram a existir apenas como juízos em matérias cíveis exclusivos das comarcas de Lisboa e Porto. Contudo, começam a ser estabelecidas varas em algumas outras comarcas sedeadas em cidades populosas. Surgem também varas para outras matérias que não as cíveis, as primeiras destas sendo as varas comerciais estabelecidas em 1899, seguidas pelas varas do trabalho em 1934. Em 1944, as varas cíveis de Lisboa e Porto são transformadas em tribunais cíveis. Em 1962, os diversos tribunais cíveis de Lisboa e Porto são unificados num único tribunal cível por comarca, cada qual desdobrado em varas e em juízos. Em 1993, são criadas varas criminais.
Na organização judiciária que vigorou até 2014, os tribunais judiciais de 1ª instância desdobravam-se em um ou em vários juízos e eventualmente em varas, cada qual a cargo de um ou mais juízes de direito. Os juízos poderiam ser de competência genérica, especializada ou específica, mas as varas, quando existentes, eram sempre de competência específica (cível, criminal ou mista) e destinavam-se a lidar com os processos de maior complexidade e volume de serviço. Apenas existiam varas nos tribunais das comarcas muito populosas. Nas comarcas onde não existiam varas, o julgamento dos processos de maior complexidade estava a cargo dos tribunais coletivos de círculo.
A reorganização dos tribunais judiciais implementada em 2014, resultante da nova Lei de Organização do Sistema Judiciário (Lei n.º 62/2013) fez desaparecer os juízos e as varas, sendo substituídos por secções de instância local e secções de instância central. Entretanto, a primeira alteração à Lei da Organização do Sistema Judiciário (Lei 40-A/2016) realizada em 2016, recuperou a tradicional designação de "juízo", aplicando-a a cada uma das anteriormente designadas "secções". 
Atualmente, os juízos constituem o desdobramento dos tribunais de comarca e podem ser de competência especializada, genérica ou de proximidade. Por sua vez, podem existir os seguintes tipos de juízos de competência especializada: central cível, local cível, central criminal, local criminal, local de pequena criminalidade, de instrução criminal, de família e menores, do trabalho, do comércio e de execução. Também podem ser criados juízos de competência especializada mista.
Em Portugal, o termo "julgado" é também utilizado para designar alguns tribunais, como os atuais julgados de paz ou os antigos julgados municipais.